# Josine van Dalsum
Josina Johanna (Josine) van Dalsum (Breda, 14 juli 1948 – Amsterdam, 17 november 2009) was een Nederlands actrice.

## Levensloop
Van Dalsum groeide op in een groot gezin van vijf jongens en vijf meisjes. Haar vader speelde in zijn vrije tijd toneel. In 1961 ging ze naar het Monseigneur Frencken College in Oosterhout waar ze de HBS-b volgde.
Van Dalsum volgde tussen 1967 en 1971 de toneelschool in Amsterdam. In haar toneelschooltijd was ze een vaste figuur in het kindertelevisieprogramma Orimoa van de NCRV. Ze was niet betrokken bij de Aktie Tomaat maar behoorde wel tot de kritische jonge acteurs.
Vanaf het begin van de jaren zeventig speelde ze diverse rollen in televisiedrama en in films. In 1973 speelde ze de rol van "Let" in de televisieserie Een mens van goede wil naar de gelijknamige roman van Gerard Walschap, in 1976 "Riekie Kiers" in de televisieserie Hollands Glorie en in 1980 "Mata Hari" in de gelijknamige vierdelige televisieserie. Daarnaast speelde ze "Gertrude" in Dood van een non (1975, naar de gelijknamige roman van Maria Rosseels), "Koningin Johanna" in De Leeuw van Vlaanderen (1984), "Saskia Adelaar", de vrouw van de liftmonteur, in De lift (1983) van Dick Maas en de moeder van "Bo" in Zus & Zo (2001) van Paula van der Oest. In 2004 was ze te zien in de televisieserie De Erfenis, waarin ze de rol van "Cecile Heydecoper-Dos Santos" vertolkte.
Van Dalsum was een van de scenarioschrijfsters van de Duitse televisieserie Die Wache en speelde in 2003 een gastrol in de populaire RTL 4 televisieserie Baantjer in de aflevering "De Cock en de moord onder ogen"  als "Paula Nieuwenhuijzen". 
In 2007 publiceerde zij het boek De kleine Johanna over haar jeugd in Breda. Vanaf december 2008 was ze te zien in de 26-delige dramaserie Wolfseinde bij Omroep Brabant.
Van Dalsum was vanaf 1974 gehuwd met regisseur John van de Rest. Hun zoon Aram is eveneens acteur.

## Ziekte
In 2003 werd longkanker bij haar geconstateerd. Een jaar na de operatie bleek dat ze twee hersenmetastasen had die niet konden worden geopereerd. Ze zou nog een jaar hebben te leven en maakte nog gauw een reis naar de Verenigde Staten, samen met haar echtgenoot en hun zoon. Van Dalsum was van mening dat op kanker nog altijd een taboe rustte en vond dat dit moest worden doorbroken. Op 9 februari 2005 verscheen ze in het AVRO-televisieprogramma Vinger aan de Pols en vertelde ze openhartig over haar ziekte en haar uitzichtloze situatie. Ook haar zoon en haar echtgenoot kwamen aan het woord.
Later bleek toch nog een behandeling door middel van een geavanceerde bestralingstechniek mogelijk. Hierna waren de tumoren in haar hoofd niet meer te zien op de laatste MRI-scan en bleek dat de kanker in volledige remissie was.
Na deze bestraling gebruikte Van Dalsum haar ervaringen voor Leef-Tijd, een toneelstuk over een terminaal zieke vrouw en haar zoon Aram van de Rest, dat Haye van der Heyden voor haar en haar zoon schreef. Op 15 september 2005 ging het stuk in het Compagnietheater in Amsterdam in première. De opvoering ervan werd gesponsord door ondernemer Henk van Sprong, die zelf zijn echtgenote verloor aan kanker en die voor de tournee de Stichting Toneelstuk Leef-Tijd Josine van Dalsum oprichtte. Zelf schreef Van Dalsum de boeken Hagelwit en Leef Tijd over haar ziekte.
In maart 2008 werd ze nogmaals geopereerd, omdat de hersentumor weer was gaan groeien. Op 9 oktober van dat jaar ging de voorstelling Vleugellam in première. Het stuk, geschreven door Van Dalsum en geregisseerd door John van de Rest, behandelt afasie. Op 28 december 2008 werd het stuk gespeeld in schouwburg Orpheus in Apeldoorn. Dit zou de laatste voorstelling van Van Dalsum blijken te zijn; op 5 januari 2009 maakte John van de Rest bekend dat haar gezondheidstoestand dusdanig was verslechterd dat zij niet langer in het stuk kon spelen.
Op haar 61ste verjaardag (14 juli 2009) werd Van Dalsum benoemd tot Ridder in de Orde van Oranje-Nassau. De Amsterdamse wethouder Marijke Vos speldde haar de versierselen op. Vier maanden daarna overleed ze aan de gevolgen van haar ziekte. Ze werd gecremeerd op De Nieuwe Ooster, waar ook haar as werd bijgezet.

## Filmografie
- Dood van een non (1975) - Gertrude
- De lift (1983) - Saskia Adelaar
- De Leeuw van Vlaanderen (1984) - Koningin Johanna I van Navarra
- Zus & Zo (2001) - Moeder Bo

### Televisie
*Exclusief eenmalige optredens
- Een mens van goede wil (1973-1974) - Let
- Zoon van het oude volk (1974) - ? (tv-film)
- Amsterdam 700 (1975) - Anna Persijn, Abigail (miniserie)
- Van oude mensen, de dingen die voorbij gaan (1975-1976) - Elly (miniserie)
- L'homme d'Amsterdam / Brainwave (1976) - Helen Vermeer
- Hollands Glorie (1978) - Riekie Kiers
- Kant aan m'n broek! (1978) - Garnaaltje
- Heilige Jeanne (1978) - Jeanne d'Arc (tv-film)
- Rouw past Electra (1980) - Lavina Mannon
- Mata Hari (1981) - Mata Hari (miniserie)
- De Appelgaard (1985-1986) - Annelies
- Moordspel: afl 1, Gelukkig Nieuwjaar (1987) - Constance
- Laat maar zitten (1989-1991) - Directrice Sophia Schollevaar, Sandra, Moeder Overste
- Baantjer (2003) - aflevering "De Cock en de moord onder ogen" als Paula Nieuwenhuijzen (uitgezonden op vrijdag 21 november 2003)
- De Erfenis (2004) - Cecile Heydecoper-Dos Santos
- Wolfseinde (2008-2009) - Vrouwke